# Kościół bł. Czesława Odrowąża w Opolu
Kościół bł. Czesława Odrowąża – rzymskokatolicki kościół parafialny położony przy ulicy Hallera 21 w Opolu. Kościół należy do parafii bł. Czesława Odrowąża w Opolu w dekanacie Opole (diecezja opolska).

## Historia kościoła
W 1982 roku sufragan opolski biskup Wacław Wycisk rozpoczął rozmowy z władzami Opola w sprawie budowy nowego kościoła na opolskim Zaodrzu. Pod budowę kościoła został wybrany teren przy ulicy Hallera. Ówczesne władze diecezji opolskiej wystąpiły do inż. arch. Zdzisława Budzińskiego o zaprojektowanie nowej, dwupoziomowej świątyni oraz całego kompleksu przykościelnego. W sierpniu 1983 roku powierzono księdzu Janowi Bogackiemu prowadzenie prac budowlanych. 22 grudnia 1983 roku na terenie budowy stanął barak, który służył zarówno jako magazyn narzędzi jak i tymczasowa kaplica. Zaczęto w nim odprawiać msze św., a pierwszą była pasterka w 1983 roku. 6 stycznia 1984 roku zezwolono na odprawianie, najpierw jednej, a później dwóch mszy świętych w niedziele i święta. W 1991 roku doprowadzono do kościoła gaz, energię elektryczną, ciepłą wodę z sieci miejskiego ogrzewania, wykonano kanalizację, jednocześnie nadal trwały prace murarskie przy kościele i plebanii. W listopadzie 1992 roku rozpoczęto montowanie konstrukcji stalowej dachu. Jesienią 1993 roku konstrukcję dachu pokryto warstwą desek i papy, a w przyziemnej części kościoła przygotowano salki do prowadzenia zajęć. Dwa lata później została tam otwarta parafialna biblioteka i czytelnia.
Latem 1995 roku przeprowadzono prace na kościelnym placu, wykonano m.in. kanalizację, zniwelowano teren, położono płyty chodnikowe. W 1996 roku kościół został pokryty blachą. Roboty murarskie i tynkowanie powierzono firmie "OPOLBUD" z Opola, która później wykonała również strop kościoła. 10 lipca 1997 roku, Zaodrze wraz z kościołem zostało zatopione przez powódź. Woda wdarła się do piwnic plebanii i dosięgła parteru. Zniszczone zostały kaplica, zakrystia, sale katechetyczne i biblioteka. Po powodzi, na pewien czas wstrzymane zostały prace budowlane. Przystąpiono do naprawiania szkód. W bocznej kaplicy kościoła wykonano gipsowy sufit, posadzkę, ustawiono ołtarz oraz wzniesiono oszkloną ścianę. Ostatecznie kaplica została oddana do użytku 1 listopada 1998 roku. Ostatecznie budowę kościoła parafialnego zakończono w 2000 roku. Konsekracja odbyła się 15 października 2000 roku.